# Боздоан
Боздоан (на турски: Bozdoğan) е град и околия на вилает Айдън, Турция. Площта му е 859 km2, а населението му е 33 843 души (2018). Боздоан е на 76 km от град Айдън.
Боздоан е разположен високо на склона на планината Мадран, където е изворът на високо ценената минерална вода „Пънар Мадран“. Околностите са зелени и слабо залесени. Местната икономика зависи от органичното земеделие, особено производството на маслини, смокини, плодове и зеленчуци, които се изнасят за пазарите в Европа и Америка.
Самият Боздоан е малко, тихо градче с тесни калдъръмени улички и каменни къщи.

## История
От 1867 до 1922 г. Боздоан е част от Айдънския вилает на Османската империя.

## Състав
В околия Боздоан има 55 махали.

## Образование
В околията има 1 детска градина, 28 основни училища, 11 средни училища, 3 гимназии, 1 читалище, 1 учителски дом и училище по изкуствата и 1 специално учебно училище към Министерството на народната просвета.